# Olin D. Johnston
Olin D. Johnston (Honea Path, 1896. november 18. – Columbia, 1965. április 18.) az Amerikai Egyesült Államok szenátora (Dél-Karolina, 1945–1965).